# Vilarinho dos Freires
Vilarinho dos Freires ist eine Gemeinde (Freguesia) im portugiesischen Kreis Peso da Régua. In ihr leben 737 Einwohner (Stand 19. April 2021).